# Provisorischer Kassations- und Revisionsgerichtshof für die Provinz Rheinhessen
Der Provisorische Kassations- und Revisionsgerichtshof für die Provinz Rheinhessen war ein Kassationsgericht im Großherzogtum Hessen für dessen Gebiete, in denen französisches Recht galt und damit dort das höchste Gericht.

## Rahmenbedingungen
Die Gebiete links des Rheins hatte Frankreich nach 1792 annektiert und dort anschließend das französische Recht eingeführt. Vorrechte von Adel und Kirche wurden beseitigt. Diese neue Rechtslage hatte für erhebliche Teile der Bevölkerung und auch für den Staat große Vorteile. Sie blieb deshalb bestehen, nachdem Rheinhessen 1816 an das Großherzogtum Hessen fiel. Das betraf sowohl das materielle Recht als auch die Gerichtsverfassung.

## Vorgeschichte
Für das Großherzogtum ergab sich daraus bei der Übernahme von Rheinhessen das Problem, dass die bisher für das Gebiet tätigen obersten Gerichte mit der neuen Grenzziehung im „Ausland“ lagen.
Die nach französischem Gerichtsverfassungsrecht erforderlichen obersten Gerichte mussten vom Großherzogtum neu eingerichtet werden, da bei der wesentlichen Verschiedenheit, welche zwischen Civil- und Criminal-Gesetzgebung der Großherzoglichen Besitzungen auf beiden Seiten des Rheinufers noch zur Zeit bestehet, […] eine Vereinigung derselben in der gerichtlichen Verwaltung vor der Hand nicht statt finden konnte. Deshalb wurde in Mainz ein „Provisorisches Obergericht“, das als Appellationsgericht letzter Instanz in Civil- und Zuchtpolizei-Sachen entscheidet gebildet. Es nahm damit auch zugleich die Aufgaben eines Kassationsgerichts wahr.

## Gründung
Diese Konstruktion, die demselben Gericht sowohl die Berufung gegen Entscheidungen des Kreisgerichts als auch die Kassation gegen die dann zu treffende Entscheidung zusprach, erwies sich nicht als haltbar. Andererseits war die wesentliche Verschiedenheit zwischen der links- und rechtsrheinischen Rechtskultur nicht so schnell zu beseitigen. Deshalb entstand 1818 ein zweites Provisorium, der Provisorischen Kassations- und Revisionsgerichtshof für die Provinz Rheinhessen mit Sitz in Darmstadt. Damit war man räumlich näher an das höchste Gericht für den rechtsrheinischen Rechtskreis, das Oberappellationsgericht Darmstadt, herangerückt. Personell geschah das dadurch, dass auch Richter aus dem Oberappellationsgericht im Kassationsgerichtshof arbeiteten. Dessen erster Präsident wurde der Präsident der Landesuniversität Gießen, Karl Ludwig Wilhelm von Grolman. Weitere Mitglieder der Erstbesetzung waren:
- Peter Joseph Floret, Oberappellationsgericht
- August Friedrich Hahn, Hofgericht Darmstadt
- Georg Hallwachs, Hofgericht Darmstadt
- Friedrich Christian Gustav von Hombergk zu Vach, Hofgericht Darmstadt
- Georg Höpfner, Oberappellationsgericht
- Johann Friedrich Knapp, Oberappellationsgericht
- Carl Ludwig, Oberappellationsgericht
- Johann August Friedrich Schenck, Hofgericht
- Karl von Preuschen, Oberappellationsgericht

Später ernannt wurden:
- Heinrich Karl Jaup, ab 1824, ab 1828 Präsident des Gerichts[5]

## Ende
1832 wurde der Provisorische Kassations- und Revisionsgerichtshof für die Provinz Rheinhessen aufgelöst, seine Aufgaben dem Oberappellationsgericht übertragen und das höchste Gericht des Landes nun als Ober-Appellations- und Cassations-Gericht bezeichnet.